# Bobi Klintman
Bo "Bobi" Klintman (Malmo, 6 de março de 2003) é um jogador sueco de basquete profissional que atualmente joga no Detroit Pistons da National Basketball Association (NBA).
Ele jogou basquete universitário por Wake Forest e foi selecionado pelo Minnesota Timberwolves na segunda rodada do draft da NBA de 2024.

## Início da vida e carreira no ensino médio
Klintman nasceu em Malmö, Suécia, filho de mãe sueca e pai senegalês. Ele frequentou a RIG Mark Academy da Suécia em Kinna. Na temporada de 2019-20, ele jogou 13 partidas pelo RIG Mark na terceira divisão da Liga Sueca. Ele continuou com o RIG Mark na segunda divisão em 2020-21 antes da temporada ser cancelada em fevereiro de 2021 devido à pandemia de COVID-19. Ele jogou seis partidas pelo Borås Basket na Liga Sueca.
Klintman se matriculou na Sunrise Christian Academy em Bel Aire, Kansas, para o ano letivo de 2021–22 do ensino médio dos EUA. Ele foi classificado como um recruta de quatro estrelas e inicialmente se comprometeu a jogar basquete universitário por Maryland. Mais tarde, ele se desvinculou de Maryland e se comprometeu a jogar pelo Colorado. Klintman se desvinculou uma segunda vez e finalmente assinou para jogar por Wake Forest.

## Carreira universitária
Como calouro na temporada de 2022–23, Klintman jogou em 33 jogos e teve médias de 5,3 pontos e 4,5 rebotes em 20,5 minutos.
Klintman inicialmente se declarou para o draft da NBA de 2023 e mais tarde informou ao Wake Forest que não retornaria ao time para a temporada de 2023–24.

## Carreira profissional

### Cairns Taipans (2023–2024)
Em 13 de junho de 2023, Klintman assinou com o Cairns Taipans da National Basketball League (NBL), juntando-se ao time como parte do programa Next Stars da liga para a temporada de 2023–24.

### Detroit Pistons (2024–Presente)
Em 27 de junho de 2024, Klintman foi selecionado pelo Minnesota Timberwolves como a 37ª escolha geral no draft da NBA de 2024. No entanto, ele foi negociado com o Detroit Pistons, junto com Wendell Moore Jr., pela 53ª escolha geral no draft de 2024. Em 13 de julho, ele assinou um contrato de 4 anos e US$8.0 milhões com os Pistons.

## Carreira na seleção
Klintman jogou pela Seleção Sueca Sub-18 no Campeonato Nórdico na Finlândia, onde ganhou a medalha de ouro. Klintman jogou pela Seleção Sub-20 na Divisão B do EuroBasket Sub-20 de 2022.

## Estatísticas de carreira

### NBL
| Ano     | Equipe | PJ | PT | MPJ  | AP   | 3P   | LL   | RT  | AS | BR | TO | PPJ |
| ------- | ------ | -- | -- | ---- | ---- | ---- | ---- | --- | -- | -- | -- | --- |
| 2023–24 | Cairns | 23 | 6  | 21.3 | .443 | .357 | .793 | 4.8 | .7 | .8 | .5 | 9.7 |

### Universitário
| Ano     | Equipe      | PJ | PT | MPJ  | AP   | 3P   | LL   | RT  | AS | BR | TO | PPJ |
| ------- | ----------- | -- | -- | ---- | ---- | ---- | ---- | --- | -- | -- | -- | --- |
| 2022–23 | Wake Forest | 33 | 5  | 20.5 | .407 | .368 | .743 | 4.5 | .8 | .5 | .6 | 5.3 |

Fonte:

## Links externos
- Biografia de Wake Forest